# Estació de Paredes de Nava
Paredes de Nava és una estació ferroviària situada al municipi espanyol homònim, a la província de Palència, Castella i Lleó. Disposa de serveis de Mitjana distància operats per Renfe, a part de servir també com a punt logístic.

## Situació ferroviària
L'estació se situa al punt quilomètric 20,577 de la línia fèrria d'ample ibèric que uneix Venta de Baños amb Xixón, a 775 msnm, entre les estacions de Cisneros i de Becerril. El tram és de via doble i està electrificat. Històricament l'estació pertanyia a la línia Palència-La Corunya.

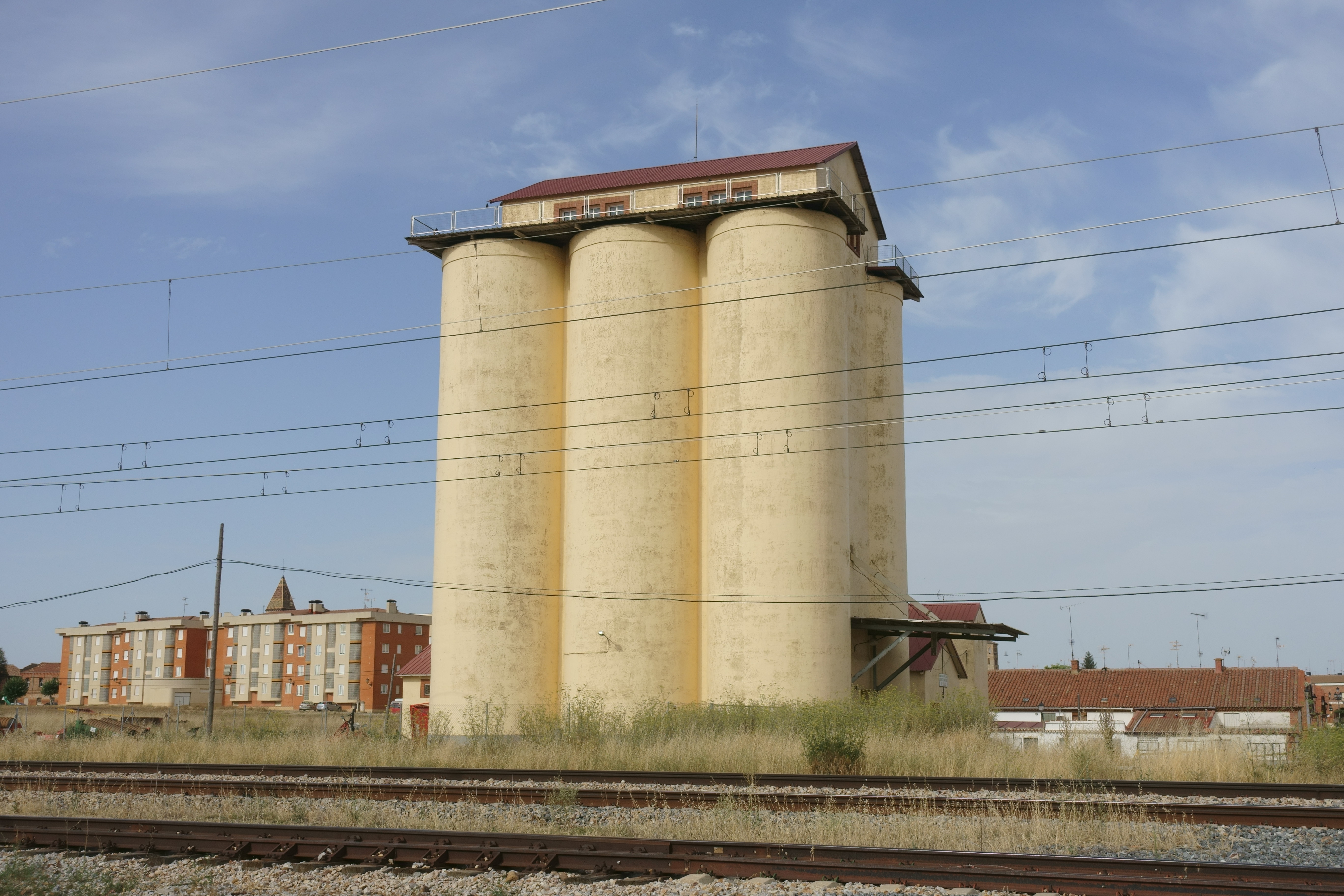
Antigues sitges de cereals al costat de l'estació.

## Història
L'estació va ser inaugurada el 8 de novembre de 1863 com a part de la línia fèrria de Lleó-Palència, més tard allargada fins a La Corunya. La Companyia dels Ferrocarrils del Nord-oest d'Espanya va ser l'encarregada de la construcció i explotació del traçat. El 1878, l'empresa es va declarar en fallida després d'un intent de fusió amb MZOV i la línia va passar a mans de la Companyia dels Ferrocarrils d'Astúries, Galícia i Lleó creada per a continuar amb les obres iniciades per Nord-oest i gestionar les seves línies. No obstant això la situació financera d'aquesta última també es va tornar ràpidament delicada sent absorbida per la Companyia dels Camins de Ferro del Nord el 1885. L'11 de juliol de 1922 s'hi va esdevenir un accident ferroviari que va matar trenta-dues persones. El 1941, la nacionalització del ferrocarril a Espanya suposa la desaparició d'aquesta última i la seva integració en l'acabada de crear RENFE.
Des del 31 de desembre de 2004 Renfe Operadora explota la línia mentre que Adif és l'empresa titular de les instal·lacions ferroviàries.

## L'estació
Està situada a l'oest del nucli urbà, al final del carrer de Berruguete. L'edifici de l'estació és de dues plantes, amb revestiment de pedra i teulada de ceràmica en dos vessants. Està decorada amb arcs i amb una clau central, a més d'amb una finestra panoràmica en un dels extrems. Té un total de sis vies: la via 2 se situa a l'andana lateral adjunta a l'edifici mateix, mentre que les vies 1 i 3 se situen al voltant d'una andana central en illa i coberta, que La via 2 accedeix a l'andana lateral mentre que les vies 1 i 3 el fan a l'andana central coberta, accessible per una passarel·la a nivell. Les vies 5, 7 i 9 no disposen d'andana.

## Serveis ferroviaris

### Mitjana distància
Els serveis de Mitjana distància de Renfe amb parada a l'estació enllacen principalment la ciutat amb altres localitats de Lleó, amb Valladolid i amb Madrid.
| Línia MD | Servei          | Origen/Destinació       | Parades | Destinació/Origen |
| -------- | --------------- | ----------------------- | --- | ----------------- |
| 17       | MD              | Madrid-Príncipe Pio     | Villalba, l'Escorial, Zarzalejo, Robledo de Chavela, Santa Maria de l'Alameda-Peguerinos, Naves del Marquès, Navalperal, Herradon-La Canada, Àvila, Arèval, Medina del Camp, Valladolid-Camp Grand, Venta de Banos, Palència, Parets de Nava, Villada, Sahagun. | Lleó              |
| 17       | Regional Exprés | Palència                | Grijota, Becerril, Parets de Nava, Cisneros, Villada, Grajal, Sahagun, Burg Ranero, Santes Martes, Palanquinos. | Lleó              |
| 24       | Regional        | Valladolid-Campo Grande | Valladolid Universitat, Cabezon de Pisuegra, Cubilles de Santa Marta, Duenas, Venta de Banos, Palència, Parets de Nava, Villada, Grajal, Sahagun, Burgo Ranero, Palanquinos, Lleó, La Robla, La Pola de Gordon, Santa Lucia, Villamanín, Busdongo, Linares-Congostina, Fierros, Campomanes, Pola de Lena, Uxo, Mieres-Puente, Llamaquique (Uviéu), Uviéu, Calzada d'Asturies ·ampomanes · Pola de Lena · Uxo · Mieres-Puente · Llamaquique ( · Oviedo · Calzada d Asturias | Xixón             |